# King’s Dead
«King’s Dead» — сингл американских рэперов Jay Rock, Кендрика Ламара, Фьючера и английского певца Джеймса Блейка из саундтрека супергеройского фильма Marvel Studios Чёрная пантера и третьего студийного альбома Jay Rock Redemption.
Песня была выпущена на лейблах Top Dawg Entertainment, Aftermath Entertainment и Interscope Records 11 января 2018 года. Песня является первым синглом Jay Rock в чарте Billboard Hot 100. Песня наряду с треком «Bubblin» от Андерсона Пака победила в номинации «Грэмми» за лучшее рэп-исполнение и была номинирована на лучшую рэп-песню во время 61-й церемонии «Грэмми».

## Отзывы
Бриана Янгер из Pitchfork позитивно отозвалась о песне, назвав её «весёлой».

## Музыкальное видео
Музыкальное видео было выпущено на YouTube-канале Jay Rock 15 февраля 2018 года. Оно было срежиссировано Dave Free и Джеком Бегертом.

## Ремиксы
8 марта 2018 года американские рэперы Joey Badass и XXXTentacion выпустили ремикс на песню.

## Чарты
| Чарт (2018)                                 | Высшая позиция |
| ------------------------------------------- | -------------- |
| Australia (ARIA)                            | 58             |
| Канада (Billboard Canadian Hot 100)         | 23             |
| Greece (IFPI Greece)                        | 28             |
| Ирландия (IRMA)                             | 51             |
| Netherlands (Single Tip)                    | 6              |
| New Zealand Heatseekers (Recorded Music NZ) | 4              |
| Португалия (AFP)                            | 64             |
| Sweden Heatseeker (Sverigetopplistan)       | 1              |
| Великобритания (OCC UK Singles)             | 50             |
| Великобритания (OCC UK Hip Hop/R&B)         | 25             |
| США (Billboard Hot 100)                     | 21             |
| США (Billboard Hot R&B/Hip-Hop Songs)       | 13             |
| США (Billboard Rhythmic)                    | 33             |

| Чарты (2018)                         | Высшая позиция |
| ------------------------------------ | -------------- |
| Canada (Canadian Hot 100)            | 97             |
| US Billboard Hot 100                 | 79             |
| US Hot R&B/Hip-Hop Songs (Billboard) | 41             |

## История выпуска
| Регион | Дата           | Формат                     | Лейбл(ы)                      | Примечания |
| ------ | -------------- | -------------------------- | ----------------------------- | ---------- |
| Мир    | 11 января 2018 | Цифровая загрузка стриминг | Top Dawg Aftermath Interscope | [ 26 ]     |
| США    | 30 января 2018 | Rhythmic contemporary      | Top Dawg Aftermath Interscope | [ 27 ]     |

### Комментарии
- ↑  неуказанный сопродюсер